# Hymn to her
Hymn to her is een single van The Pretenders. Het is afkomstig van hun album Get close. Hymn to her is geschreven door een schoolvriendin van Chrissie Hynde, Meg Keene.
De betekenis van het lied wordt sterk uiteenlopend geïnterpreteerd. Er zijn er die ervan uitgaan dat het gaat over een (groot)moeder-dochterthema, anderen gaan verder tot aan de heidense godin.

## Hitnotering
In de UK Singles Chart stond Hymn to her twaalf weken genoteerd, met plaats 8 als hoogste notering. Het was een van de vier top-10 hits van The Pretenders aldaar.

### Nederlandse Top 40
| Positie: | 40 | 35 | 36 | uit |

### NederlandseSingle Top 100
| Positie: | 44 | 41 | 38 | 41 | 44 | - | 68 | 88 | uit |

### BelgischeBRT Top 30
| Positie: | 25 | uit |

### VlaamseUltratop 50
| Positie: | 38 | 32 | 31 | 27 | 25 | 29 | 29 | 37 | uit |

### NPO Radio 2 Top 2000
Hymn to Her stond alleen in 1999 in de NPO Radio 2 Top 2000, op plek 1794.